# Cavaleiro
Cavaleiro är en ort och ett distrikt i Brasilien och ligger i delstaten Pernambuco. Den är belägen strax väster om Recife och ingår i denna stads storstadsområde. Cavaleiro är belägen i den nordöstra delen av kommunen Jaboatão dos Guararapes. Folkmängden uppgick till cirka 120 000 invånare vid folkräkningen 2010. Curado ingick tidigare i Cavaleiro, men är numera ett eget distrikt.